# Adelssitz Waldenreut

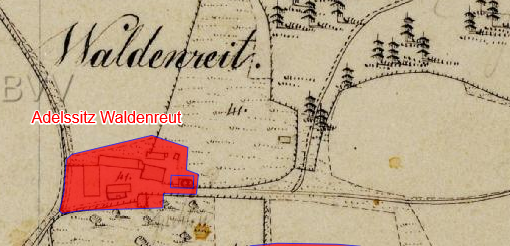
Lageplan des Adelssitzes Waldenreut auf dem Urkataster von Bayern

Der Adelssitz Waldenreut liegt in Waldenreut, einem Gemeindeteil der niederbayerischen Gemeinde Neukirchen vorm Wald im Landkreis Passau.
Die Anlage wird als Bodendenkmal unter der Aktennummer D-2-7246-0030 als „untertägige mittelalterliche und frühneuzeitliche Befunde im Bereich des ehem. Edelsitzes Waldenreut“ geführt.
Heute besteht hier ein denkmalgeschütztes Baudenkmal, das unter der Aktennummer D-2-75-135-28 geführt wird. Der zweigeschossige Gutshof besitzt ein schlossartiges Hauptgebäude mit Mansardwalmdach, Eckerker und Zwerchgiebel. Zu dem Ensemble gehört auch die Filialkirche St. Pankratius aus dem 15. Jahrhundert.
Koordinaten: 48° 41′ 56,9″ N, 13° 25′ 48,1″ O